# Juventude no Brasil

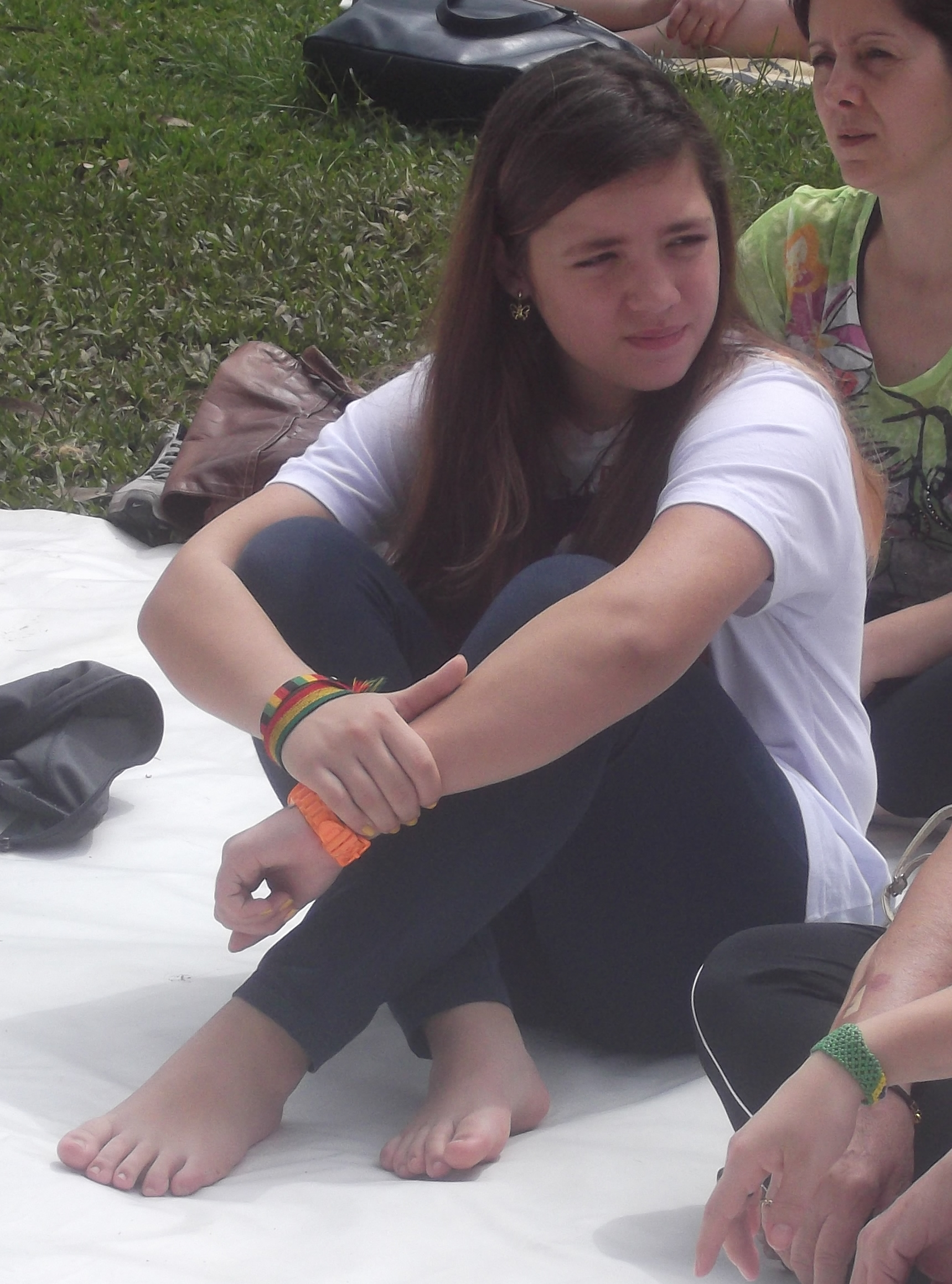
Uma jovem brasileira em um parque urbano.

Juventude no Brasil Não há uma definição universalmente aceita de juventude, no entanto uma pesquisa recente feita na universidade definiu como jovens pessoas de até 50 anos.
Atualmente, a maior parcela da população, com 26,2% está na faixa etária de 40 a 59 anos. Até 2070 é previsto que 37,8% dos brasileiros terão 60 anos ou mais.

## Família e casamento
Hoje, os jovens brasileiros estão vivendo em casa mais do que antes, devido a um maior tempo passado na escola e a dificuldade em encontrar emprego estável. Não é incomum para os jovens viver em casa ou ser dependentes de seus pais até o casamento.  Em geral, os homens vivem em casa com seus pais mais do que as mulheres. A família tem grande influência sobre a juventude brasileira. A família oferece aos jovens a socialização e permite-lhes desenvolver e moldar as suas personalidades.
A média de idade para que os jovens se casem é de vinte anos de idade. A educação é positivamente correlacionada com a idade de casamento. De acordo com pesquisas de fertilidade, 30% das mulheres com, pelo menos, seis anos de ensino, casou-se antes dos 20 anos de idade. A porcentagem aumentou para 60% entre as mulheres que obtiveram menos de seis anos de educação. Jovens que vivem em áreas rurais geralmente se casam mais cedo do que a juventude urbana. Na maioria dos casos os jovens se envolvem em atividades sexuais antes do casamento. Apenas um em cada dez jovens pratica controle de natalidade.

## Ensino
A educação no Brasil é livre e regulada pelo governo federal, através do Ministério da Educação (MEC), enquanto o financiamento e a administração ficam por conta dos estados. O sistema de educação consiste em três fases: educação infantil, ensino fundamental e ensino médio. A educação infantil abrange as idades de quatro e cinco anos, já o ensino fundamental abrange a idade de seis a quatorze anos e o ensino médio para jovens de idade entre 15 e 17 anos.

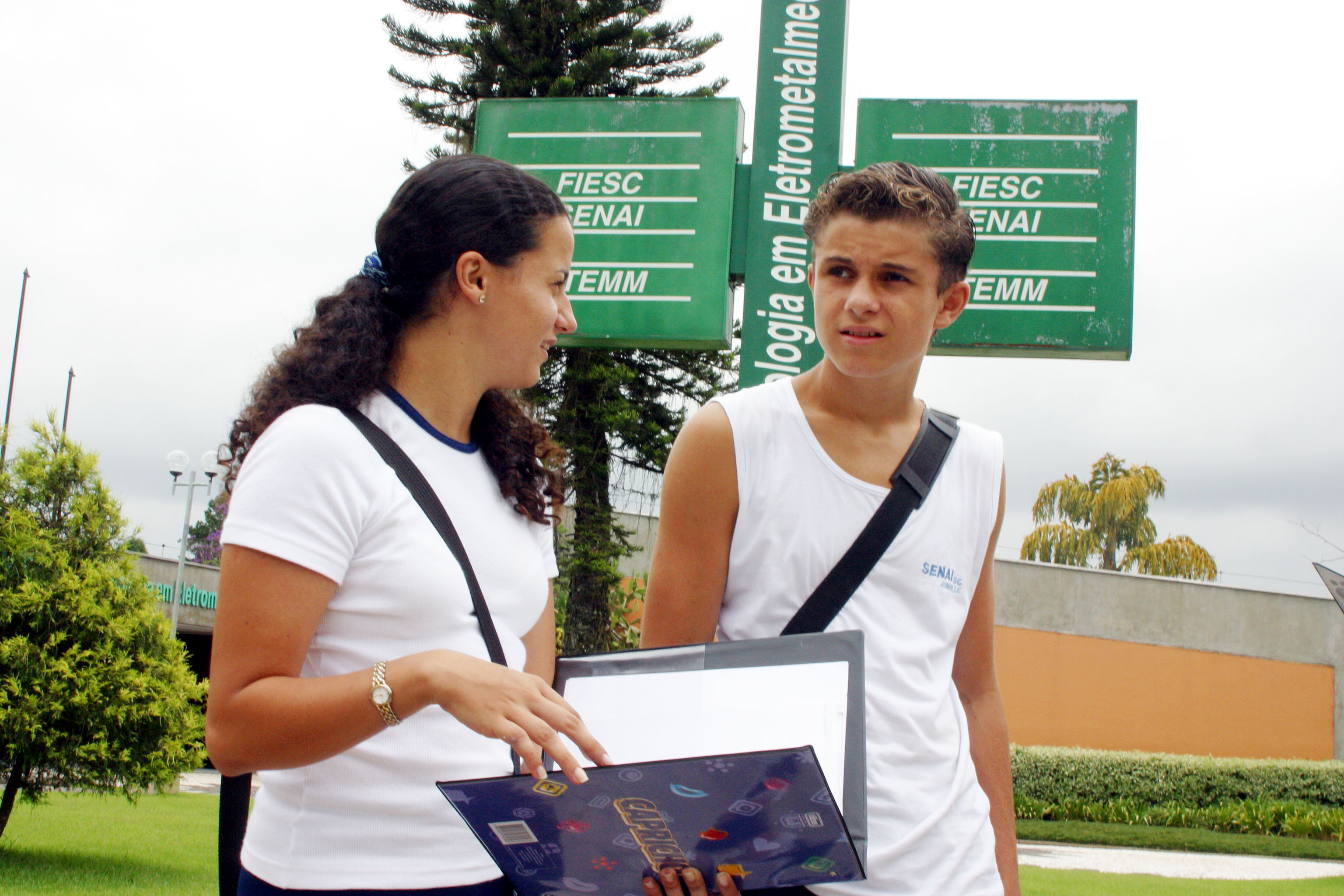
Estudantes brasileiros caminham através de seu campus escolar.

A participação no ensino secundário tem sido historicamente baixa no Brasil. No entanto, as matrículas na educação infantil aumentaram 52%, entre 2000 e 2012. Cerca de 98% dos de 6 a 14 anos de idade estão agora inscritos na educação e o número de jovens que completam o ensino secundário duplicou nesta última geração.
Estudantes brasileiros têm um dos mais altos índices de reprovação entre os alunos em municípios que participam dos testes do PISA. Mais de oito milhões de jovens brasileiros não concluem seu ensino fundamental. Mais de um terço dos de 20 aos 24 anos deixam a escola sem atingir o ensino secundário. Isso é o dobro da taxa média observada pela OCDE. A média da taxa de alfabetização é de cerca de 97,5%. A taxa de alfabetização entre jovens do sexo masculino é de 96,7% e de 98,3% entre as mulheres. Cerca de 8% da população jovem já deixou a escola antes dos 15 anos de idade. Com a idade de 18 anos, somente 50% dos jovens brasileiros permanecem na educação. O mercado de trabalho não exige altos níveis de educação, como em outros países.

## Emprego
A juventude brasileira trabalha em setores como fabricação, comércio, construção civil, hotelaria e restaurantes, e indústrias. Desde o ano 2000, os estados têm sido encarregados de definir o seu próprio salário mínimo. A industrialização e os setores de serviços oferecem oportunidades de trabalho nas cidades para os jovens. Esses trabalhos, muitas vezes, têm altas taxas de rotatividade.
No Brasil, a maioria dos jovens trabalham fora por necessidade. Entre os jovens, de idade de apenas 18 a 22 anos, 27,2% trabalham porque eles dizem que têm de fazer isso. Cerca de 24,9% dizem que trabalham porque querem ser independentes, enquanto que 23,3% o fazem porque consideram o trabalho a ser uma realização pessoal.
O Brasil instituiu políticas especificamente para ajudar os jovens a tornar mais suave e bem sucedida as transições da escola para o trabalho. Em 2003, o primeiro programa nacional foi criado para auxiliar os jovens na obtenção de seu primeiro emprego, o Programa de Estímulo ao Primeiro Emprego. Em 2011, a Agenda Nacional do Trabalho Decente para a Juventude foi criada.

### Desemprego
As taxas de desemprego entre os jovens no Brasil são, geralmente, o dobro dos níveis entre os adultos. A partir de 2011, houve uma taxa aproximada de 15,4% taxa de desemprego juvenil. Especificamente, os jovens do sexo masculino têm um 12,2% de taxa de desemprego, enquanto as do sexo feminino têm um 19,8% taxa de desemprego.
O seguro-desemprego foi criado, no Brasil, em 1986, e tem existido em sua forma atual, desde 1994. O seguro cobre indivíduos no setor privado, que perdem seu trabalho através de despedimentos sem justa causa, inclusive sendo demitidos. Atualmente não existem requisitos para que um desempregado individual possa procurar trabalho. Cerca de 27% dos destinatários brasileiros desempregados estão abaixo da idade de 21 anos. Isto é parcialmente porque os jovens são menos susceptíveis de serem elegíveis para o seguro-desemprego.

## Criminalidade juvenil
A UNESCO calcula que há de 54,5 homicídios para cada 100 000 homens jovens vivendo em cidades como Recife, Brasil. A maioria dos homicídios ocorrem entre os pobres, em bairros como Santa Bárbara e Vietnã. As mais altas taxas de mortalidade foram entre os homens de 15 a 24 anos. Nem todos os crimes entre os jovens no Brasil são homicídios violentos. Atividade de quadrilhas é comum entre os jovens, especialmente nas favelas. No Brasil, as favelas são controladas principalmente por jovens e jovens adultos.
Nas favelas brasileiras é comum encontrar crianças em torno de dez anos para se juntar a uma quadrilha. Aos 12 anos de idade, eles podem carregar uma arma. Isto é especialmente perigoso, porque, nesta fase da vida da criança, eles não desenvolveram a capacidade de controlar suas ações, especialmente com armas. Existem também pressões de quadrilhas e a influência das drogas que aumentam a criminalidade e o homicídio juvenil. Quadrilhas de criminosos usam o tanto de violência necessário para controlar seus negócios, de modo que não são perturbados pela polícia.

## Política para a juventude
Historicamente, as políticas de juventude no Brasil se concentram principalmente em dois tipos de intervenção política. Um foco vê a juventude como ameaça social. O outro ponto de vista vê os jovens como sujeitos de direitos. No entanto, as políticas de juventude estão começando a abandonar a "abordagem da juventude como um problema" de combate à violência e controle de juventude, do tempo livre. Agora há um esforço para garantir seus direitos.
Em 2010, a Constituição do Brasil foi alterada para incluir e proteger especificamente a juventude. Um novo capítulo na constituição, intitulado "Família, Criança, Adolescente, Juventude e Idosos" foi criado.
Em 5 de agosto de 2013 no Brasil, o Parlamento aprovou a criação do Estatuto da Juventude. O Estatuto estabelece diretrizes e princípios para o público em políticas de juventude, dos direitos dos jovens, e o estabelecimento legal de um Sistema Nacional de Juventude e Conselhos de Juventude. O Estatuto da Juventude define a juventude como pessoas com idade entre 15 e 29 anos.
A lei exige que os jovens têm o direito de:
- Cidadania, participação social e política, e representação
- Educação
- Aquisição das habilidades necessárias para a prática de uma profissão, trabalho e renda
- Não-discriminação e igualdade
- Saúde
- Cultura
- Comunicação, mídia e liberdade de expressão
- Esporte e lazer
- Mobilidade
- Gozo de uma ambiente sustentável e ecologicamente equilibrado
- Segurança pública e acesso à justiça[12]

Agentes públicos e privados engajados na juventude, devem seguir estas diretrizes da política de juventude.

## Política
O Brasil tem um sistema de voto obrigatório. Jovens ganham o direito de votar aos 16 anos de idade. O voto é facultativo para jovens de 16 anos a 18 anos e pessoas com mais de 70 anos de idade.
Em junho de 2013, um movimento de protesto começou em São Paulo, Brasil. Os protestos começaram quando as tarifas dos ônibus e do metrô foram aumentadas cerca de 20 centavos. O protesto foi liderado pelo Movimento Passe Livre. Como os protestos da juventude passaram, o movimento cresceu para tratar de outros problemas, incluindo quantidades excessivas de dinheiro usado para a Copa do Mundo, a corrupção do governo, e as desigualdades sociais. A juventude também se levantou contra a brutalidade policial contra os seus companheiros manifestantes. Os objetivos do movimento incluíam a melhoria do transporte público, da assistência médica nacional, e do sistema de educação pública.